# Verwaltungsgemeinschaft Krölpa
In der Verwaltungsgemeinschaft Krölpa im heutigen thüringischen Saale-Orla-Kreis hatten sich sieben Gemeinden zur Erledigung ihrer Verwaltungsgeschäfte zusammengeschlossen.

## Die Gemeinden
- Friedebach
- Gräfendorf
- Herschdorf
- Krölpa
- Rockendorf
- Seisla
- Trannroda

## Geschichte
Die Verwaltungsgemeinschaft wurde am 21. Mai 1991 gegründet. Zum 1. Januar 1997 wurden alle Gemeinden mit Ausnahme von Seisla, das in die Verwaltungsgemeinschaft Ranis-Ziegenrück aufgenommen wurde, nach Krölpa eingemeindet.

### Einwohnerentwicklung
Entwicklung der Einwohnerzahl (Stand: jeweils 31. Dezember, Datenquelle: Thüringer Landesamt für Statistik)
- 1994: 3639
- 1995: 3574
- 1996: 3579